# مناظره کوویر و جفروی
بحث کوویر و جفروی (انگلیسی: Cuvier–Geoffroy debate) در سال ۱۸۳۰ مناظره ای علمی بین دو طبیعت‌شناس فرانسوی ژرژ کوویه و اتین ژفروآ سنت-هیلر بود. حدود دو ماه این مناظره در مقابل آکادمی علوم فرانسه برگزار شد. بحث در درجه اول بر ساختار حیوانات متمرکز بود. کوویر اظهار داشت که ساختار حیوانی توسط نیازهای عملکردی ارگانیسم تعیین می‌شود، در حالی که جفروی یک نظریه جایگزین پیشنهاد کرد که تمام ساختارهای حیوانی اشکال اصلاح شده یک طرح واحد هستند. از نظر اهمیت علمی، بحث بین این دو طبیعت‌گرا تفاوت فاحشی را در روش‌های علمی و همچنین فلسفه عمومی نشان داد. کوویر عموماً برنده مناظره در نظر گرفته می‌شود، زیرا او همیشه با شواهد فراوان و استدلال‌های منطقی‌تر و همچنین داشتن نفوذ سیاسی و آکادمیک بیشتر آماده‌تر به مناظره می‌آمد با وجود این، فلسفه جفروی به عنوان پشتوانه اولیه نظریه فرگشت تلقی می‌شود و بخش‌هایی از نظریه «وحدت ترکیب» به‌طور کلی بیش از فلسفه گونه‌های ثابت کوویر پذیرفته شده است.